# مارکو استرادا (بازیکن فوتبال)
مارکو استرادا (اسپانیایی: Marco Estrada‎؛ زادهٔ ۲۸ مهٔ ۱۹۸۳) بازیکن فوتبال اهل شیلی است.

## تیم ملی
او همچنین در تیم ملی فوتبال شیلی بازی کرده است.